# W酒店 (聖彼得堡)
W酒店 (聖彼得堡)（英語：W St. Petersburg），位於聖彼得堡，聖以撒廣場旁邊，近海軍部大廈和埃爾米塔日博物館，是一棟8層高的酒店，為俄羅斯首間W酒店，共提供137個客房。